# Lise Gregory
| Posities op de WTA-ranglijst Positie per einde seizoen: \| jaar \| rang enkelspel \| rang dubbelspel \| \| ---- \| -------------- \| --------------- \| \| 1986 \| 342 \| 193 \| \| 1987 \| 170 \| 100 \| \| 1988 \| 218 \| 73 \| \| 1989 \| 249 \| 35 \| \| 1990 \| 275 \| 20 \| \| 1991 \| 489 \| 28 \| \| 1992 \| 656 \| 75 \| |                |                 |
| jaar | rang enkelspel | rang dubbelspel |
| 1986 | 342            | 193             |
| 1987 | 170            | 100             |
| 1988 | 218            | 73              |
| 1989 | 249            | 35              |
| 1990 | 275            | 20              |
| 1991 | 489            | 28              |
| 1992 | 656            | 75              |

Lise Gregory (Durban, 29 augustus 1963) is een voormalig tennisspeelster uit Zuid-Afrika. Gregory speelt linkshandig. Zij was actief in het internationale tennis van 1985 tot en met 1993.

## Loopbaan

### Enkelspel
Gregory debuteerde in 1985 op het ITF-toernooi van Boynton Beach (VS), waar zij meteen de finale bereikte – zij liet evenwel verstek gaan voor de eindstrijd. In 1987 veroverde Gregory haar enige enkelspeltitel, op het ITF-toernooi van Pittsburgh (VS), door de Amerikaanse Jennifer Santrock te verslaan. 
In 1987 speelde Gregory voor het eerst op een WTA-hoofdtoernooi, op het toernooi van San Diego. Op de WTA-toernooien kwam zij nooit verder dan de tweede ronde, op het WTA-toernooi van San Juan in 1987. In 1988 had zij haar grandslamdebuut op Wimbledon.
Haar hoogste notering op de WTA-ranglijst is de 167e plaats, die zij bereikte in december 1987.

### Dubbelspel
Gregory behaalde in het dubbelspel betere resultaten dan in het enkelspel. Zij debuteerde in 1985 op het ITF-toernooi van Boynton Beach (VS), samen met de Amerikaanse Mary Dailey. Zij stond in 1986 voor het eerst in een finale, op het ITF-toernooi van Birmingham (VS), geflankeerd door de Mexicaanse Heliane Steden – hier veroverde zij haar eerste titel, door het Amerikaanse duo Ann Etheredge en Sonia Hahn te verslaan. In totaal won zij zeven ITF-titels (waarvan vijf met de Nederlandse Ingelise Driehuis), de laatste in 1987 op Seabrook Island (VS).
In 1987 speelde Gregory voor het eerst op een WTA-hoofdtoernooi, op het toernooi van Newport, samen met de Amerikaanse Ronni Reis. Zij stond later dat jaar voor het eerst in een WTA-finale, op het toernooi van San Juan, weer samen met Reis – hier veroverde zij haar eerste titel, door de Amerikaanse zussen Cynthia en Cammy MacGregor te verslaan. In 1988 had zij haar grandslamdebuut op Roland Garros, weer met Reis aan haar zijde. In totaal won zij zeven WTA-titels, de laatste in juli 1991 in Westchester, samen met landgenote Rosalyn Nideffer.
Haar beste resultaat op de grandslamtoernooien is het bereiken van de kwartfinale, op het Australian Open 1991, geflankeerd door de Nederlandse Manon Bollegraf. Haar hoogste notering op de WTA-ranglijst is de 17e plaats, die zij bereikte in april 1991 na het bereiken van de finale van de Family Circle Cup.

### Na de actieve loopbaan
Gregory werkte als tenniscoach aan verscheidene Amerikaanse colleges en universiteiten, waaronder de Florida State University van 1997 tot 2006 en de Universiteit van North Carolina te Asheville, in welke functie zij in april 2023 door de Big South Conference werd verkozen als coach van het jaar, nadat deze eer haar ook in 2009 al was verleend.

## Palmares
| Legenda                |
| ---------------------- |
| Grandslamtoernooi      |
| Olympische Spelen      |
| Year-End Championships |
| Tier I                 |
| Tier II                |
| Tier III               |
| Tier IV & V            |

### WTA-finaleplaatsen enkelspel
geen

### WTA-finaleplaatsen vrouwendubbelspel
| nr.              | finale     | toernooi         | ondergrond    | partner          | tegenstandsters                       | score         |
| ---------------- | ---------- | ---------------- | ------------- | ---------------- | ------------------------------------- | ------------- |
| gewonnen finales |            |                  |               |                  |                                       |               |
| 1.               | 1987-10-18 | WTA San Juan     | hardcourt     | Ronni Reis       | Cammy MacGregor Cynthia MacGregor     | 7-5, 7-5      |
| 2.               | 1988-07-31 | WTA Aptos        | hardcourt     | Ronni Reis       | Patty Fendick Jill Hetherington       | 6-3, 6-4      |
| 3.               | 1989-02-26 | WTA Wichita      | hardcourt (i) | Manon Bollegraf  | Sandy Collins Leila Meschi            | 6-2, 7-6      |
| 4.               | 1990-07-22 | WTA Newport (VS) | gras          | Gretchen Rush    | Patty Fendick Anne Smith              | 7-6, 6-1      |
| 5.               | 1990-09-30 | WTA Leipzig      | tapijt (i)    | Gretchen Rush    | Manon Bollegraf Jo Durie              | 6-2, 4-6, 6-3 |
| 6.               | 1991-02-17 | WTA Aurora       | hardcourt (i) | Gretchen Rush    | Patty Fendick Lori McNeil             | 6-4, 6-4      |
| 7.               | 1991-07-28 | WTA Westchester  | hardcourt     | Rosalyn Nideffer | Katrina Adams Lori McNeil             | 7-5, 6-4      |
| verloren finales |            |                  |               |                  |                                       |               |
| 1.               | 1989-05-21 | WTA Berlijn      | gravel        | Gretchen Rush    | Elizabeth Smylie Janine Thompson      | 7-5, 3-6, 2-6 |
| 2.               | 1989-05-28 | WTA Straatsburg  | gravel        | Gretchen Rush    | Mercedes Paz Judith Wiesner           | 3-6, 3-6      |
| 3.               | 1990-02-25 | WTA Oklahoma     | hardcourt (i) | Manon Bollegraf  | Mary-Lou Daniels Wendy White          | 5-7, 2-7      |
| 4.               | 1990-06-17 | WTA Birmingham   | gras          | Gretchen Rush    | Larisa Neiland Natallja Zverava       | 6-3, 3-6, 3-6 |
| 5.               | 1991-04-07 | WTA Hilton Head  | gravel        | Mary-Lou Daniels | Claudia Kohde-Kilsch Natallja Zverava | 4-6, 0-6      |
| 6.               | 1991-08-11 | WTA Albuquerque  | hardcourt     | Mareen Louie     | Katrina Adams Isabelle Demongeot      | 7-6, 4-6, 3-6 |

### Gewonnen ITF-toernooien enkelspel
| nr. | finale     | toernooi   | dotatie | ondergrond | tegenstandster in finale | score         |
| --- | ---------- | ---------- | ------- | ---------- | ------------------------ | ------------- |
| 1.  | 1987-07-26 | Pittsburgh | $25.000 | hardcourt  | Jennifer Santrock        | 4-6, 7-5, 7-6 |

### Gewonnen ITF-toernooien dubbelspel
| nr. | finale     | toernooi        | dotatie | ondergrond | partner           | tegenstandsters in finale        | score         |
| --- | ---------- | --------------- | ------- | ---------- | ----------------- | -------------------------------- | ------------- |
| 1.  | 1986-07-16 | Birmingham      | $10.000 | gravel     | Heliane Steden    | Ann Etheredge Sonia Hahn         | 6-4, 2-6, 6-4 |
| 2.  | 1986-06-23 | Seabrook        | $25.000 | gravel     | Manon Bollegraf   | Alison Scott Michelle Turk       | 6-2, 6-1      |
| 3.  | 1987-06-01 | Brandon         | $10.000 | gravel     | Ingelise Driehuis | Kathy Foxworth Tammy Whittington | 7-6, 6-7, 6-4 |
| 4.  | 1987-06-08 | Key Biscayne    | $10.000 | hardcourt  | Ingelise Driehuis | Kathy Foxworth Tammy Whittington | 3-6, 7-6, 6-2 |
| 5.  | 1987-06-15 | Birmingham      | $10.000 | hardcourt  | Ingelise Driehuis | Katrina Adams Sonia Hahn         | 6-7, 6-4, 6-2 |
| 6.  | 1987-06-29 | Litchfield      | $10.000 | gravel     | Ingelise Driehuis | Paulette Roux Rita Winebarger    | 7-5, 6-2      |
| 7.  | 1987-07-06 | Seabrook Island | $10.000 | gravel     | Ingelise Driehuis | Kathy Foxworth Tammy Whittington | 6-1, 6-2      |

## Resultaten grandslamtoernooien
| Legenda | Legenda                          |
| ------- | -------------------------------- |
| g.t.    | geen toernooi gehouden           |
| l.c.    | lagere categorie                 |
| –       | niet deelgenomen                 |
| G       | uitgeschakeld in de groepsfase   |
| 1R      | uitgeschakeld in de eerste ronde |
| 2R      | uitgeschakeld in de tweede ronde |
| 3R      | uitgeschakeld in de derde ronde  |
| 4R      | uitgeschakeld in de vierde ronde |
| KF      | uitgeschakeld in de kwartfinale  |
| HF      | uitgeschakeld in de halve finale |
| F       | de finale verloren               |
| W       | het toernooi gewonnen            |
| w-v     | winst/verlies-balans             |

### Enkelspel
| toernooi        | 1988 |    | 1990 |
| --------------- | ---- | -- | ---- |
| Australian Open | –    | 1R |      |
| Roland Garros   | –    | –  |      |
| Wimbledon       | 1R   | –  |      |
| US Open         | –    | –  |      |

### Vrouwendubbelspel
| toernooi        | 1988 | 1989 | 1990 | 1991 | 1992 |
| --------------- | ---- | ---- | ---- | ---- | ---- |
| Australian Open | –    | 3R   | 2R   | KF   | 2R   |
| Roland Garros   | 2R   | 3R   | 3R   | 1R   | –    |
| Wimbledon       | 1R   | 2R   | 3R   | 2R   | –    |
| US Open         | 2R   | 3R   | 3R   | 3R   | 1R   |

### Gemengd dubbelspel
| toernooi        | 1988 | 1989 | 1990 | 1991 | 1992 |
| --------------- | ---- | ---- | ---- | ---- | ---- |
| Australian Open | –    | 2R   | –    | 2R   | 1R   |
| Roland Garros   | –    | 2R   | 1R   | 2R   | –    |
| Wimbledon       | 2R   | –    | 1R   | 1R   | 1R   |
| US Open         | –    | –    | 1R   | 1R   | –    |